# Probuda Ridge
Probuda Ridge (englisch; bulgarisch хребет Пробуда chrebet Probuda) ist ein 15 km langer und 4,5 km breiter Gebirgskamm im westantarktischen Ellsworthland. Im nordzentralen Teil der Sentinel Range im Ellsworthgebirge erstreckt er sich vom Mount Anderson in nordnordöstlicher Richtung zum Mount Todd. Zu ihm gehören der Eyer Peak, Mount Press und Mount Todd. Der Embree-Gletscher liegt westlich und nördlich, der Ellen-Gletscher südöstlich von ihm.
Die Erstbesteigung von Mount Press gelang am 31. Dezember 2006 einer australisch-chilenischen Mannschaft um den australischen Bergsteiger und Polarforscher Damien Gildea (* 1969). US-amerikanische Wissenschaftler kartierten den Gebirgskamm 1988. Die bulgarische Kommission für Antarktische Geographische Namen benannte ihn 2010 nach der Ortschaft Probuda im Nordosten Bulgariens.